# Likir

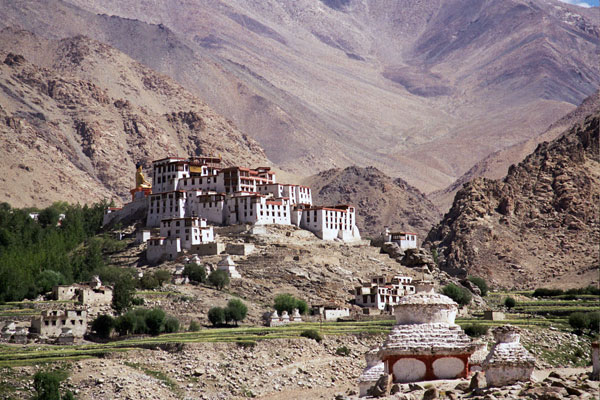
Klu-kkhyil Gompa v Likiru

Likir je malé městečko a zároveň gompa (buddhistický klášter) v Ladaku západně od Léhu. Klášter Klu-kkhyil (což znamená „duše vody“) byl postaven ve 11. století, v 18. století byl celý přestavěn. V klášteře se nachází 23 metrů vysoká pozlacená socha Buddhy, která září do dálky. Klášter obývají lamové řádu gelugpa.